# Snowdrop引擎
雪花莲引擎（英語：Snowdrop Engine）是育碧开发的一款游戏引擎，适用于Microsoft Windows、Nintendo Switch、PlayStation 4以及Xbox One。其首度于2013年E3游戏展上与使用了该引擎的《全境封锁》一同亮相。

## 技术
该引擎主要使用C++语言编写。最早于2009年便开始由Massive Entertainment研发。起初是为用于PC及次世代游戏开发。根据官方所称，引擎核心是一个「动态、互联且灵活」的系统，开发人员可以快速创建场景并以前所未见的方式与之交互。工作室还受电影制作技术的启发，而为引擎搭建了革命性的光照与破坏系统。

## 使用雪花莲引擎製作的游戏
- 《全境封锁》（2016年）
- 《瑪利歐+瘋狂兔子 王國之戰》（2017年）
- 《南方公园：完整破碎》（2017年）
- 《銀河聯軍：阿特拉斯之戰》（2019年）
- 《全境封锁2》（2019年）[5]
- 《疯狂兔子：奇遇派对》（2021年）[6]
- 《瑪利歐+瘋狂兔子 希望之星》（2022年）
- 《阿凡達：潘朵拉邊境》（2023年）
- 《工人物語：新同盟（英语：The Settlers: New Allies）》（2023年）
- 《飆酷車神：動力慶典（英语：The Crew Motorfest）》（2023年）
- 《星球大战：亡命之徒》（2024年）
- 《極惡戰線》（2024年）